# Adrano
Adrano – miasto we Włoszech (Sycylia), u podnóża Etny. W 2009 roku liczba mieszkańców wynosiła 36,5 tys. Ośrodek handlowy. Przemysł spożywczy.

## Współpraca
Miejscowość partnerska:
- Namur, Belgia

## Zabytki
- Zamek (Castello Normanno), wybudowany w XI wieku
- Chiesa di Santa Lucia
- Chiesa Madre

## Galeria

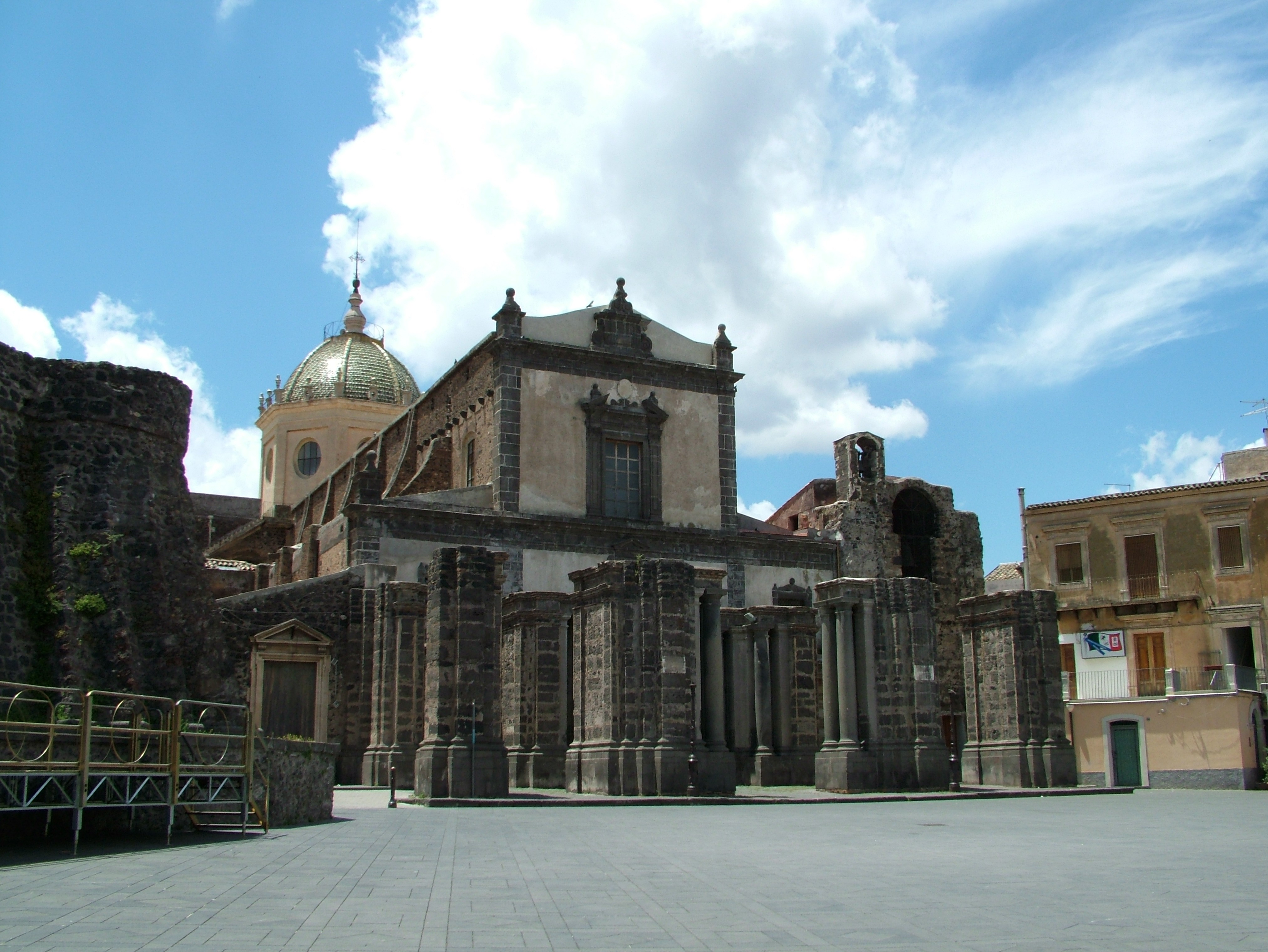
Chiasa Madre
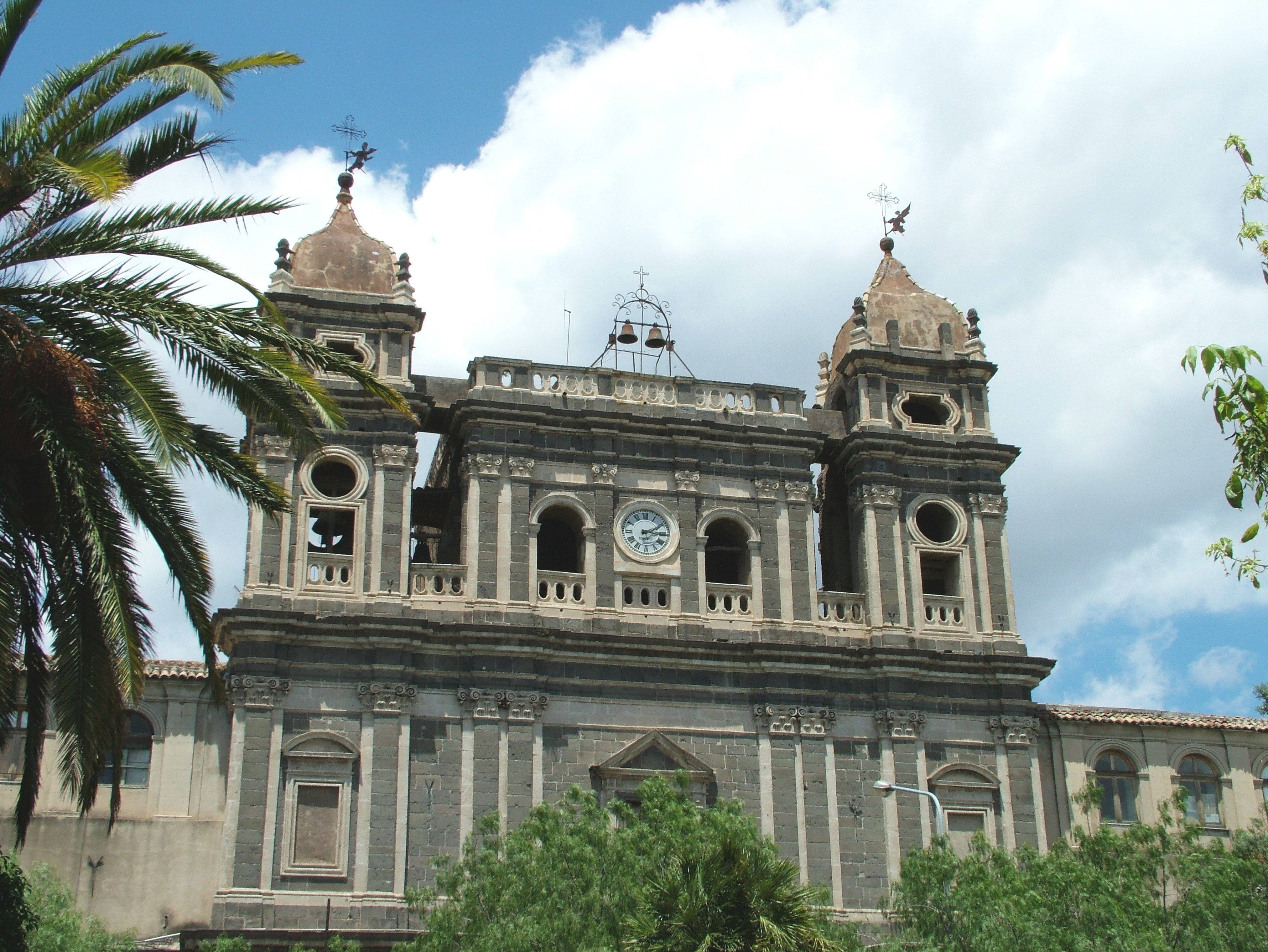
Chiesa di Santa Lucia
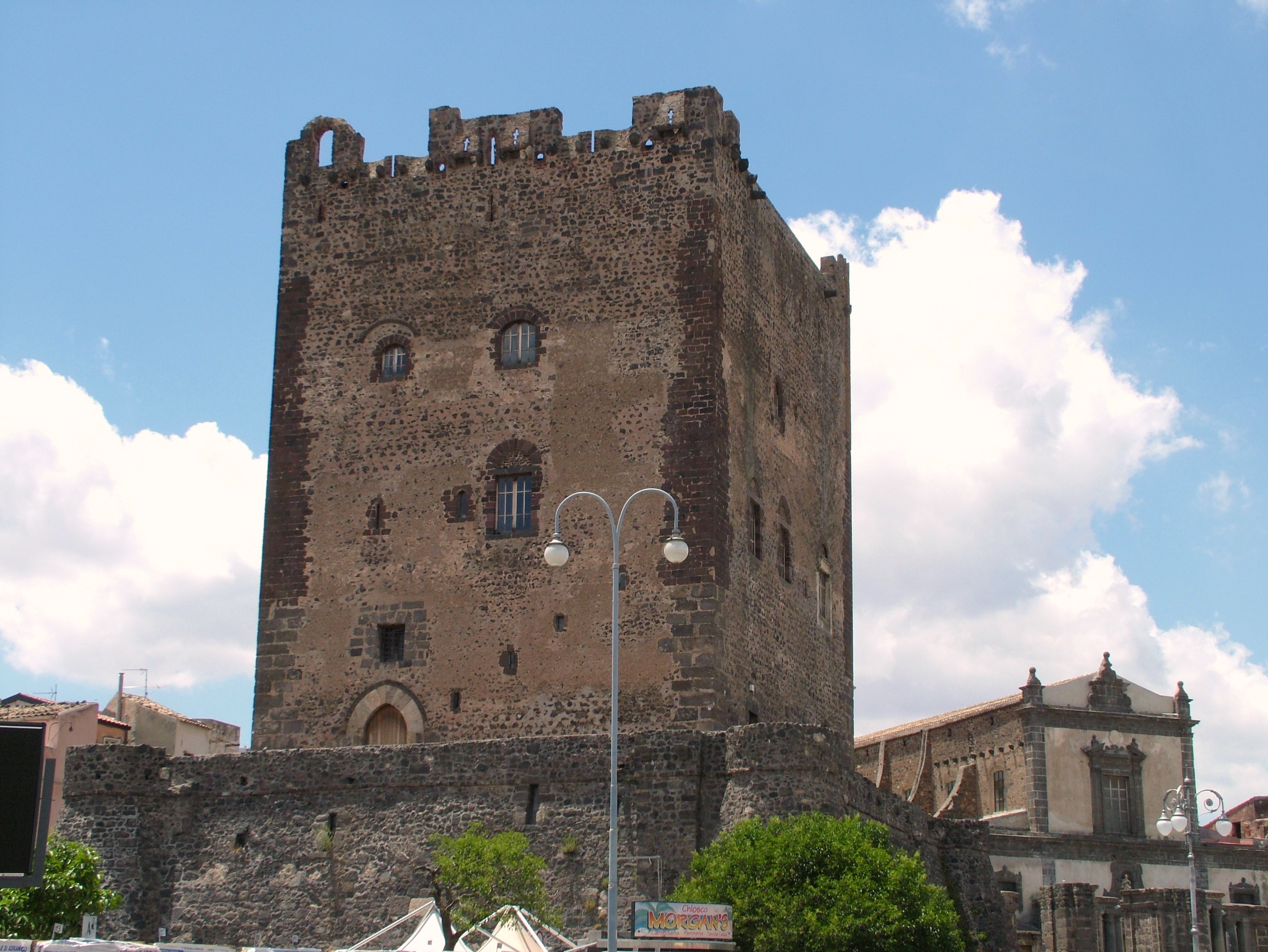
Zamek